# Луцидариус
«Луцидариус» или «Златой бисер» (лат. Elucidarius; просветитель) — народная средневековая «энциклопедия» (сумма), разговор между учеником и учителем — о разных предметах природы, сборник апокрифического характера. Перевод на русский язык выполнен в XVI веке неким Георгием, вероятно князем Токмаковым, и осуждён Максимом Греком. Имел широкое распространение на Руси под названием «Лусидариось» или «Златы бисер» (Золотой бисер). В России был напечатан Н. С. Тихонравовым в неполной версии под названием Луцидариус (1859), и позже И. Порфирьевым (1890), использовавшим другую рукопись.
Русский сборник содержит наиболее раннее упоминание слова «комета»; поскольку слово было новым, переводчик был вынужден пояснять его привычным наименованием «звезда»: «звезда комита дает блистание от себе яко луч».

## История
В Западной Европе «Lucidarius» (Луцидариус) был в средние века народной книгой; прототипом его считается богословское сочинение «Светильник, или Диалог о сумме всего христианского богословия» (лат. Elucidarium sive dialogus de summa totius christianae theologiae), приписываемое Ансельму Кентерберийскому, Гонорию Отёнскому и другим. Однако лишь немногие места этого схоластического диалога сохранились — в народной переделке, как немецкой, так и русской. Богословские рассуждения сократились, уступая место интересным для народа сведениям об устройстве мира, о странах Земли, людях, животных и проч., почерпнутым из апокрифических сказаний, космографий, бестиариев и других средневековых сочинений.
В XII веке латинский «Elucidarius» был переведён на немецкий язык; при распространении книгопечатания неоднократно переиздавался, пользуясь большой популярностью в народной среде.
Занесённый, вероятно, в XVI веке, на Русь иноземцами из Германии, немецкий «Lucidarius» пришёлся русскому читателю по вкусу, примкнув своим содержанием к области апокрифических сказаний, отчасти знакомых ему по «Толковой Палее», «Александрии», «Беседе трёх святителей», «Вопросам Иоанна Богослова» и другим подобным произведениям. Текст был переведён на русский язык с немецкого неким Георгием, что видно из сочинения Максима Грека «Послание к некоему мужу поучительно на обеты латынина мудреца», в котором Максим Грек, опровергая отдельные места «Златого бисера», доказывает, что эта книга во многих местах «лжёт и пишет супротив церковных преданий». Однако книга «Златой бисер» была любимым чтением русских людей, которые списывали её скорописью и полууставом, причём многие статьи дополнялись и изменялись, так что число глав в рукописных списках не одинаково.

## Русский «Златой бисер»
Древнерусский текст Луцидариуса — «Златой бисер» — был очень популярной апокрифической рукописью. Сохранились списки преимущественно конца XVII и начала XVIII веков. Представляет собой нечто вроде энциклопедии русского грамотея допетровской Руси. В форме разговоров учителя с учеником изложены сведения о мире, людях, странах, животных, вообще всё, на что требовала ответа любознательность грамотного человека. Включает сведения из народных преданий, средневековых и гадательных повествований и космографии.
Переводчиком с немецкого назван некий Георгий, который сообщил свой труд Максиму Греку. Н. С. Тихонравов предположил, что этот «Георгий» был князь Георгий Иванович Токмаков, составитель повести о Выдропусской иконе Богородицы (Одигитрии, то есть Путеводительницы), бывший одно время наместником в Пскове и сталкивавшийся там с иноземцами.
Максим Грек в своём «Послании к некоему мужу поучительном на обеты некоего латынина мудреца», строго осудил Луцидариус, опроверг отдельные места и доказал, что эта книга «в множайших лжет и супротив напишет православным преданиям», так что заслуживает скорее названия «тенебрариус — еже есть темнитель, а не просветитель». Несмотря на такое осуждение, приведшее только к сокращению некоторых мест, Луцидариус читался и переписывался, то сокращаясь, то пополняясь однородным материалом из других сочинений — хронографов, апокрифов, планетников, лечебников и прочих.
Вслед за кратким вступлением, объясняющим значение книги, следует в тексте в диалогической форме — вопросы ученика и ответы учителя — ряд кратких сведений о сотворении мира, свержении дьявола с небес и создании ада, об устройстве неба, земном рае, об Адаме, Авеле, Енохе, о разделении земли на три части — Азия, Европа, Африка; о зверях, об отдельных странах, островах, морях, о ходе солнца, луны и звёзд, о кометах, об атмосферных явлениях, дальше о природе человека, физической и нравственной, о священстве, церковном уставе, кресте, крещении, воскресении Христове, поминании умерших, адских муках, антихристе, Страшном суде и т. п.
В более подробной редакции, изданной И. Порфирьевым, Луцидариус делится на 2 части: в первой 67, во второй 40 кратких глав. Древнейшие списки Луцидариуса заключают лишь первую часть позднейших, — вполне соответствующую тому виду Луцидариуса, какой он имел в европейских народных книгах.

### Издания
Луцидариус был напечатан Н. С. Тихонравовым по списку начала XVII века синодальной библиотеки в «Летописях русской литературы» (том I, М., 1859, отд. II, стр. 41—68), но далеко не по полному списку; с предисловием, в котором издатель показывает связь Луцидариуса с другими иноземными произведениями, перешедшими в русскую письменность, и указывает на германизмы, сохранившиеся при переводе.
Другая редакция Луцидариуса, под заглавием «Книга именуемая Лусидариось сиречь златы бисер», напечатана И. Порфирьевым по рукописи XVII века соловецкой библиотеки в его книге «Апокрифические сказания о новозаветных лицах и событиях» (СПб., 1890, стр. 417—471).